# Banvit Basketbol Kulübü 2016-2017
Questa voce raccoglie le informazioni riguardanti il Banvit Basketbol Kulübü nelle competizioni ufficiali della stagione 2016-2017.

## Stagione
La stagione 2016-2017 del Banvit Basketbol Kulübü è la 13ª nel massimo campionato turco di pallacanestro, la Basketbol Süper Ligi.

## Roster
Aggiornato al 14 luglio 2018.
| Bandırma Banvit 2016-17 | Bandırma Banvit 2016-17 |
| Giocatori               | Staff tecnico           |
| ----------------------- | ----------------------- |

| N. | Naz.                   | Ruolo | Nome              | Anno | Alt.   | Peso   |  |
| -- | ---------------------- | ----- | ----------------- | ---- | ------ | ------ |  |
| 3  | Turchia (bandiera)     | C     | Doğukan Sönmez    | 1992 | 206 cm | 100 kg |  |
| 4  | Turchia (bandiera)     | P     | İsmail Cem Ulusoy | 1996 | 183 cm | 75 kg  |  |
| 5  | Slovenia (bandiera)    | A     | Edo Murić         | 1991 | 202 cm | 99 kg  |  |
| 7  | Polonia (bandiera)     | AG    | Damian Kulig      | 1994 | 206 cm | 110 kg |  |
| 8  | Turchia (bandiera)     | A     | Tolga Geçim       | 1996 | 206 cm | 91 kg  |  |
| 9  | Turchia (bandiera)     | P     | Emir Gökalp       | 1995 | 187 cm | 78 kg  |  |
| 10 | Lituania (bandiera)    | AP    | Gediminas Orelik  | 1990 | 200 cm | 102 kg |  |
| 11 | Turchia (bandiera)     | P     | Erkin Şenel       | 1999 | 190 cm |        |  |
| 12 | Turchia (bandiera)     | C     | Metehan Akyel     | 1996 | 207 cm | 88 kg  |  |
| 13 | Turchia (bandiera)     | G     | Merthan Mutlu     | 1994 | 187 cm |        |  |
| 14 | Slovenia (bandiera)    | C     | Gašper Vidmar     | 1987 | 211 cm | 120 kg |  |
| 21 | Stati Uniti (bandiera) | G     | Jeremy Chappell   | 1987 | 191 cm | 91 kg  |  |
| 22 | Turchia (bandiera)     | AP    | Furkan Korkmaz    | 1997 | 200 cm | 86 kg  |  |
| 23 | Turchia (bandiera)     | G     | Can Maxim Mutaf   | 1991 | 193 cm | 95 kg  |  |
| 25 | Stati Uniti (bandiera) | P     | Jordan Theodore   | 1989 | 182 cm | 89 kg  |  |

| Allenatore                                                                         |
| - Sašo Filipovski                                                                  |
| Assistente/i                                                                       |
| - Boban Mitev - Rüçhan Tamsöz Legenda - (C) Capitano - (IN) Inattivo - Infortunato |

## Mercato

### Sessione estiva
| Acquisti | Acquisti         | Acquisti          | Acquisti   | Acquisti |
| R.a      | Nome             | da                | Modalità   |          |
| -------- | ---------------- | ----------------- | ---------- | -------- |
| P        | Emir Gökalp      | Bandırma Kırmızı  | definitivo |          |
| AG       | Damian Kulig     | Trabzonspor       | definitivo |          |
| AP       | Gediminas Orelik | Lietuvos rytas    | definitivo |          |
| G        | Jeremy Chappell  | Avtodor Saratov   | definitivo |          |
| A        | Edo Murić        | Partizan          | definitivo |          |
| C        | Doğukan Sönmez   | Torku Konyaspor   | definitivo |          |
| P        | Jordan Theodore  | Skyl. Francoforte | definitivo |          |
| G        | Merthan Mutlu    | Torku Konyaspor   | definitivo |          |

| Cessioni | Cessioni          | Cessioni         | Cessioni       | Cessioni |
| R.       | Nome              | a                | Modalità       |          |
| -------- | ----------------- | ---------------- | -------------- | -------- |
| AG       | Adrien Moerman    | Darüşşafaka      | fine contratto |          |
| G        | Dominique Johnson | Alba Berlino     | fine contratto |          |
| G        | A.J. Slaughter    | Strasburgo       | fine contratto |          |
| AG       | Talat Altunbey    | Bandırma Kırmızı | fine contratto |          |
| AG       | Nusret Yıldırım   | Acibadem         | fine contratto |          |
| AP       | Keith Simmons     |                  | ritirato       |          |
| G        | Erkan Yılmaz      | Bandırma Kırmızı | fine contratto |          |
| C        | Jackie Carmichael | Free agent       | fine contratto |          |

### Dopo l'inizio della stagione
| Acquisti | Acquisti       | Acquisti     | Acquisti         | Acquisti |
| R.       | Nome           | da           | Data             | Modalità |
| -------- | -------------- | ------------ | ---------------- | -------- |
| AP       | Furkan Korkmaz | Anadolu Efes | 19 dicembre 2016 | prestito |

| Cessioni | Cessioni        | Cessioni     | Cessioni         | Cessioni    |
| R.       | Nome            | a            | Data             | Modalità    |
| -------- | --------------- | ------------ | ---------------- | ----------- |
| G        | Can Maxim Mutaf | Anadolu Efes | 19 dicembre 2016 | rescissione |